# HD118749
HD118749 — хімічно пекулярна зоря спектрального класу
A9 й має видиму зоряну величину в смузі V приблизно 10,0.